# Clarisserordenen
Clarisserordenen er en klosterorden for kvinder, grundlagt i Assisi af den hellige Clara af Assisi i 1212 (levede 1194-1253) og Frans af Assisi.
Ordenen udbredtes hurtigt i Italien, Frankrig og Tyskland og var den strengeste kvindelige orden på den tid. 
Clarisserne, som er kontemplative, hører til den franciskanske ordensfamilie.
De kom til Danmark 1497 og oprettede i  København et kloster, Skt. Clare, i Klareboderne.